# Anelaphus rusticus
Anelaphus rusticus är en skalbaggsart som först beskrevs av Leconte 1850.  Anelaphus rusticus ingår i släktet Anelaphus och familjen långhorningar. Inga underarter finns listade i Catalogue of Life.